# Chojniczki
Chojniczki (niem. Klein Konitz) – wieś w Polsce położona w województwie pomorskim, w powiecie chojnickim, w gminie Chojnice. 
Połączenie z centrum Chojnic umożliwiają autobusy komunikacji miejskiej (linia nr 2).
W latach 1975–1998 miejscowość administracyjnie należała do województwa bydgoskiego.
W obszar wsi wchodzą:
| Integralne części wsi Chojniczki | Integralne części wsi Chojniczki | Integralne części wsi Chojniczki |
| SIMC                             | Nazwa                            | Rodzaj                           |
| -------------------------------- | -------------------------------- | -------------------------------- |
| 0081464                          | Wybudowanie Chojnickie           | część wsi                        |

Wieś królewska starostwa człuchowskiego w województwie pomorskim w drugiej połowie XVI wieku.